# Tanguy Nianzou
Tanguy-Austin Nianzou Kouassi (Parijs, 7 juni 2002) is een Frans voetballer, die doorgaans speelt als centrale verdediger. Hij verruilde Bayern München in augustus 2022 voor Sevilla.

## Clubcarrière
Kouassi speelde in de jeugd van Épinay Athlético, Sénart-Moissy en Pays de Fontaineblue en werd in 2016 opgenomen in de jeugdopleiding van Paris Saint-Germain. Hiervoor debuteerde hij op 7 december 2019 in het eerste elftal, tijdens een met 1–3 gewonnen wedstrijd in de Ligue 1 uit bij Montpellier. Na deze invalbeurt van 65 minuten kreeg Kouassi basisplaatsen tegen AS Monaco, Montpellier (de thuiswedstrijd) en Amiens. Kouassi kreeg ook een basisplaats tijdens een wedstrijd in de Champions League thuis tegen Galatasaray. Tegen Amiens scoorde Kouassi twee keer. 
Kouassi brak niet door in Parijs. Daarop tekende hij in juli 2020 transfervrij bij Bayern München. Hij debuteerde op 28 november 2020 in de Bundesliga, tijdens een met 1–3 gewonnen wedstrijd uit bij VfB Stuttgart. Een eerder debuut was niet mogelijk vanwege een hamstringblessure. Vlak na zijn eerste wedstrijd liep hij een spierblessure op die hem tot eind maart kostte. Nianzou bleef in 2021/22 wel fit en kwam dat jaar vaker in actie, zowel in de competitie als in de Champions League. Een vaste plaats in het team veroveren lukte hem ook bij Bayern niet.
Kouassi tekende in augustus 2022 bij Sevilla, dat 16 miljoen euro voor hem betaalde aan Bayern München. De Duitse club bedong daarbij ook een optie om hem terug te kunnen kopen. Bij de Spaanse club begon Nianzou in zijn eerste jaar zestien speelronden in de basis en vier in het bekertoernooi. Hij won in 2022/23 de Europa League met Sevilla. Hier droeg hij in vier wedstrijden aan bij.

## Clubstatistieken
| Seizoen     | Club                | Competitie       | Competitie | Competitie | Beker | Beker | Internationaal | Internationaal | Totaal | Totaal |
| Seizoen     | Club                | Competitie       | Wed.       | Dlp.       | Wed.  | Dlp.  | Wed.           | Dlp.           | Wed.   | Dlp.   |
| ----------- | ------------------- | ---------------- | ---------- | ---------- | ----- | ----- | -------------- | -------------- | ------ | ------ |
| 2019/20     | Paris Saint-Germain | Ligue 1          | 6          | 2          | 5     | 1     | 2              | 0              | 13     | 3      |
| Club Totaal | Club Totaal         | Club Totaal      | 6          | 2          | 5     | 1     | 2              | 0              | 13     | 3      |
| 2020/21     | Bayern München      | Bundesliga       | 6          | 0          | 0     | 0     | 0              | 0              | 6      | 0      |
| 2021/22     | Bayern München      | Bundesliga       | 17         | 1          | 1     | 0     | 4              | 0              | 22     | 1      |
| Club Totaal | Club Totaal         | Club Totaal      | 23         | 1          | 1     | 0     | 4              | 0              | 28     | 1      |
| 2022/23     | Sevilla             | Primera División | 19         | 1          | 5     | 1     | 6              | 1              | 30     | 3      |
| Club Totaal | Club Totaal         | Club Totaal      | 19         | 1          | 5     | 1     | 6              | 1              | 30     | 3      |
| TOTAAL      | TOTAAL              | TOTAAL           | 48         | 4          | 11    | 2     | 12             | 1              | 71     | 7      |

## Interlandcarrière
Kouassi maakte deel uit van verschillende Franse nationale jeugdselecties vanaf Frankrijk –16. Hij haalde met Frankrijk –17 de halve finale op het EK –17 van 2019 en werd met datzelfde team derde op het WK –17 van 2019.

## Erelijst
| Competitie          | Aantal              | Jaren               |
| Paris Saint-Germain | Paris Saint-Germain | Paris Saint-Germain |
| ------------------- | ------------------- | ------------------- |
| Ligue 1             | 1x                  | 2019/20             |
| Coupe de France     | 1x                  | 2019/20             |
| Coupe de la Ligue   | 1x                  | 2019/20             |
| FC Bayern München   |                     |                     |
| Bundesliga          | 2x                  | 2020/21, 2021/22    |
| Sevilla FC          |                     |                     |
| UEFA Europa League  | 1x                  | 2022/23             |

Individueel
- Titi d'Or: 2019